# 卡西烏斯·卡瑞亞
卡西烏斯·卡瑞亞（拉丁語：Gaius Cassius Chaerea，前12年—41年1月）是羅馬帝國士兵、軍官和政治人物。卡西烏斯·卡瑞亞出身古羅馬貴族，曾在日耳曼尼庫斯的軍隊中擔任百夫長。其後他在羅馬皇帝卡利古拉領導的羅馬禁衛軍中擔任護民官，但是遭到卡利古拉羞辱。41年1月24日，卡西烏斯·卡瑞亞帶領兩名士兵一起成功暗殺卡利古拉，並殺害卡利古拉的妻子與女兒。由於反對宣布克勞狄一世為罗马皇帝，卡西烏斯·卡瑞亞被指控密謀反叛，最終克勞狄一世下令在羅馬將其處決。